# 2017年韓國劇集列表
《2017年韓國電視劇集列表》為2017年韓國各電視台所播出之電視劇。

## 電視台

### 無線電視
- KBS1
- KBS2
- MBC
- SBS

### 有線電視
- tvN
- OCN
- KBS Drama
- MBC Drama
- MBC every1
- Mnet
- SBS Plus
- Olive
- E Channel
- DRAMAcube

### 綜合編成
- JTBC
- MBN
- TV朝鮮

## 2017年冬季（1月至3月）
| 播放日期 播放時間(KST)                | 逢 星 期 | 中文劇名 韓文劇名                             | 集 數 | 電 視 台 | 演員                 | 演員 | 官方 網頁                                   | 平均收視率 （全國） | 平均收視率 （全國） |
| 播放日期 播放時間(KST)                | 逢 星 期 | 中文劇名 韓文劇名                             | 集 數 | 電 視 台 | 主演                 | 其他演員 | 官方 網頁                                   | TNmS                | AGB                 |
| ------------------------------------- | -------- | --------------------------------------------- | ----- | -------- | -------------------- | --- | ------------------------------------------- | ------------------- | ------------------- |
| 0上一季－0下一季 7時50分－8時30分     | 一至五   | 春日常在 언제나 봄날                          | 122   | MBC      | 姜星 權賢尚          | 金昭惠、丹宇、盧幸荷、朴正旭、金智香、李海俊、李侑珠、金亨鍾、崔秀琳、鮮在德、李尚雅、崔尚勳、張熙秀、金誠謙、吳美妍、李正吉         | 網頁（页面存档备份，存于）                  | 11.30%              | 9.90%               |
| 0上一季－0下一季 8時30分－9時10分     | 一至五   | I am Sorry 姜南九 아임 쏘리 강남구            | 119   | SBS      | 朴宣浩 金旼序        | 李仁、娜亞、李應敬、李承亨、許英蘭、車和娟、李昌勳                                                                                   | 網頁（页面存档备份，存于）                  | 12.35%              | 10.88%              |
| 0上一季－02月24日 9時00分－9時40分    | 一至五   | 在天空中的太陽 저 하늘에 태양이               | 121   | KBS2     | 尹兒貞               | 盧英學、李珉宇、金惠智、吳承允、韓佳琳、李一玟、韓智安、潘敏靜                                                                       | 網頁                                        | 11.14%              | 9.29%               |
| 02月27日－0下一季 9時00分－9時40分    | 一至五   | 那女人的大海 그 여자의 바다                   | 120   | KBS2     | 吳丞芽               | 崔成宰、韓宥伊、金株英 | 網頁（页面存档备份，存于）                  | 下一季              | 下一季              |
| 0上一季－0下一季 19時15分－19時55分   | 一至五   | 給予幸福的人 행복을 주는 사람                 | 118   | MBC      | 李允智 孫承源        | 李夏律、河戀姝、徐允兒、金美京、賈得熙、李昭正、金昌完、蘇熙靜 、宋鈺宿、李鎮成、安載民                                              | 網頁（页面存档备份，存于）                  | 9.29%               | 8.64%               |
| 0上一季－0下一季 19時20分－20時00分   | 一至五   | 一滴一滴的愛 사랑은 방울방울                  | 120   | SBS      | 王智慧 姜恩卓        | 孔賢珠、金民修、姜東浩、吉用祐、鄭燦、金慧利、金藝玲、金允慶、李惠淑、鮮于銀淑                                                       | 網頁（页面存档备份，存于）                  | 下一季              | 下一季              |
| 0上一季－0下一季 19時50分－20時30分   | 一至五   | 再次，初戀 다시, 첫사랑                       | 104   | KBS2     | 明世彬               | 金承洙、王嬪娜、朴正哲、李德姬、鄭漢溶、趙銀淑、徐怡淑、鄭愛妍、姜南吉                                                               | 網頁（页面存档备份，存于）                  | 下一季              | 下一季              |
| 0上一季－0下一季 20時25分－21時05分   | 一至五   | 閃耀的恩秀 빛나라 은수                        | 125   | KBS1     | 李令恩 金桐俊        | 朴荷娜、崔正元、黃東柱、李基燦、裴瑟琪                                                                                               | 網頁（页面存档备份，存于）                  | 下一季              | 下一季              |
| 0上一季－0下一季 20時55分－21時30分   | 一至五   | 黃金口袋 황금주머니                           | 122   | MBC      | 真理翰 柳孝榮 李善鎬 | 安內相、吳英實、喜悅Dana、白書怡、車光洙、池秀媛、羅鐘贊、孫承優、柳惠利、李勇株、李時勳                                             | 網頁（页面存档备份，存于）                  | 下一季              | 下一季              |
| 0上一季－02月21日 22時00分－23時15分  | 一二     | 花郎 화랑                                     | 20    | KBS2     | 朴敘俊 朴炯植 高雅羅 | 崔珉豪、都枝寒、金泰亨、趙潤宇、金志秀、陳柱亨、崔元英、李多寅、金昌完、OOON、金光奎、劉在明、成東日、金炫俊、徐睿知、金元海、全世賢 | 網頁Archive.today的存檔，存档日期2016-11-01 | 7.30%               | 8.41%               |
| 02月27日－0下一季 22時00分－23時15分  | 一二     | 完美的妻子 완벽한 아내                        | 20    | KBS2     | 高素榮 趙如晶        | 尹相鉉、盛駿、印喬鎮、金圭哲、鄭秀英、全世賢、林世美、金正蘭                                                                         | 網頁（页面存档备份，存于）                  | 4.22%               | 5.00%               |
| 0上一季－01月24日 22時00分－23時15分  | 一二     | 不夜城 불야성                                 | 20    | MBC      | 李枖原 晉久          | U-ie、丁海寅、李浩貞、全國煥、鄭漢溶、李在勇                                                                                         | 網頁（页面存档备份，存于）                  | 4.64%               | 4.62%               |
| 01月30日－0下一季 22時00分－23時15分  | 一二     | 逆賊：偷百姓的盜賊 역적：백성을 훔친 도적     | 30    | MBC      | 尹鈞相 蔡秀彬        | 金知碩、李荷妮、金相中、李準赫、安內相、金炳春、金正泰、金秉玉、孫鐘鶴、徐怡淑、申恩廷、黃石正                                       | 網頁（页面存档备份，存于）                  | 下一季              | 下一季              |
| 0上一季－01月16日 22時00分－23時15分  | 一二     | 浪漫醫生金師傅 낭만닥터 김사부                | 20+1  | SBS      | 韓石圭 柳演錫 徐玄振 | 林元熙、陳慶、邊宇民、朱鉉、尹那武、徐恩秀、崔鎮鎬、金旻載、金洪發、金正英、張赫鎮、太仁鎬                                           | 網頁                                        | 18.39%              | 20.39%              |
| 01月23日－03月21日 22時00分－23時15分 | 一二     | 被告人 피고인                                 | 18    | SBS      | 池晟 權俞利          | 嚴基俊、嚴賢璟、吳昶錫、金玟錫、孫汝恩、韓智友、吳代煥、趙載龍                                                                       | 網頁（页面存档备份，存于）                  | 17.65%              | 21.69%              |
| 03月27日－0下一季 22時00分－23時15分  | 一二     | 悄悄話 귓속말                                 | 17    | SBS      | 李相侖 李寶英        | 權律、朴世榮、金昌煥、曹成允、趙達煥、李現填、許在浩、姜信日、金雷夏、金甲洙、金洪發、鄭怡娟、尹周熙、金曙羅、文熙景、金海淑、李京進 | 網頁（页面存档备份，存于）                  | 下一季              | 下一季              |
| 0上一季－01月3日 23時00分－24時20分   | 一二     | 沒禮貌的英愛小姐15 막돼먹은 영애씨 15         | 20    | tvN      | 金賢淑               | 金正荷、宋民亨、鄭多惠、高世元、尹瑞賢、李承俊、羅美蘭                                                                               | 網頁（页面存档备份，存于）                  | 3.150%              | 2.597%              |
| 01月16日－03月14日 23時00分－24時20分 | 一二     | 內向的老闆 내성적인 보스                      | 16    | tvN      | 延宇振 朴慧秀        | 尹博、孔昇延、韓載錫、許正民、金應洙、李漢偉、芮智媛、全烋星、Stephanie、鄭怡娟、黃素熙、金藝玲、金美京                              | 網頁（页面存档备份，存于）                  | 1.74%               | 1.87%               |
| 03月20日－0下一季 23時00分－24時20分  | 一二     | 她愛上了我的謊 그녀는 거짓말을 너무 사랑해    | 16    | tvN      | 李玹雨 朴秀英        | 崔民秀、李廷鎮、洪書英、李瑞元、金聖柱、申濟旻、張基勇、宋康、朴鍾爀、金吝勸、林藝真、朴智英                                         | 網頁（页面存档备份，存于）                  | 下一季              | 下一季              |
| 02月20日－0下一季 23時10分－24時20分  | 一       | 超人家族2017 초인가족 2017                    | 40    | SBS      | 朴赫權 朴宣暎 金志珉 | 金基利、李浩沅、朴喜本、嚴孝燮、郭仁俊、金惠鈺、金姬貞、全英美、金寶晶、羅玄珠、洪太義、姜恩雅、鄭惟安鄭詩雅、柳太準                 | 網頁（页面存档备份，存于）                  | 下一季              | 下一季              |
| 0上一季－01月11日 22時00分－23時15分  | 三四     | Oh My 錦朏 오 마이 금비                       | 16    | KBS2     | 朴真熙 吳智昊        | 吳允兒、許廷恩、李志勳、徐鉉哲 、尹美英、李仁惠、姜聲振、金度贤、金俊裴、姜智宇、朴民洙                                              | 網頁（页面存档备份，存于）                  | 5.24%               | 6.06%               |
| 01月12日－01月19日 22時00分－23時15分 | 三四     | 赤身的消防員 맨몸의 소방관                    | 4     | KBS2     | 李浚赫 鄭吝善        | 李原種、朴勳、徐正妍、吉海妍、曹熙奉                                                                                                 | 網頁（页面存档备份，存于）                  | 3.88%               | 4.25%               |
| 01月25日－03月30日 22時00分－23時15分 | 三四     | 金科長 김과장                                 | 20    | KBS2     | 南宮珉 南相美        | 李俊昊、鄭慧星、金元海、李一花、金康鉉                                                                                               | 網頁（页面存档备份，存于）                  | 13.99%              | 15.87%              |
| 0上一季－01月11日 22時00分－23時15分  | 三四     | 舉重妖精金福珠 역도요정 김복주                | 16    | MBC      | 李聖經 南柱赫        | 景收真、李載允、池一株、金宰鉉、安吉強、劉多仁、張英南                                                                               | 網頁（页面存档备份，存于）                  | 4.83%               | 4.62%               |
| 01月18日－03月9日 22時00分－23時15分  | 三四     | Missing9 미씽9                                | 16    | MBC      | 鄭敬淏 白珍熙        | 崔泰俊、李善彬、燦烈、梁東根、金相浩、吳正世                                                                                         | 網頁（页面存档备份，存于）                  | 5.14%               | 4.55%               |
| 03月15日－0下一季 22時00分－23時15分  | 三四     | 自體發光辦公室 자체발광 오피스                | 16    | MBC      | 高我星 河錫辰        | 李東輝、金東昱、Hoya、金炳春、韓善伙、權海驍、張新英                                                                                 | 網頁（页面存档备份，存于）                  | 5.19%               | 5.87%               |
| 0上一季－01月25日 22時00分－23時15分  | 三四     | 藍色海洋的傳說 푸른 바다의 전설               | 20    | SBS      | 李敏鎬 全智賢        | 李熙俊、申惠善、李知勳、申原昊、成東日、文素利、羅映姬、黃薪惠、崔政宇、朴海秀                                                       | 網頁（页面存档备份，存于）                  | 16.58%              | 17.60%              |
| 01月26日－0下一季 22時00分－23時15分  | 三四     | 師任堂，光的日記 사임당, 빛의 일기            | 30    | SBS      | 李英愛 宋承憲        | 楊世鍾、吳允兒、崔哲浩、崔鐘煥、尹多勳、金海淑、金美京                                                                               | 網頁（页面存档备份，存于）                  | 8.41%               | 10.18%              |
| 0上一季－01月21日 20時00分－21時10分  | 五六     | 孤單又燦爛的神－鬼怪 쓸쓸하고 찬란하神-도깨비 | 16    | tvN      | 孔劉 金高恩          | 李棟旭、劉寅娜、陸星材、李伊、金誠謙、朴喜本、黃石正                                                                                 | 網頁                                        | 13.61%              | 12.81%              |
| 02月3日－03月25日 20時00分－21時10分  | 五六     | 明天和你 내일 그대와                          | 16    | tvN      | 李帝勳 新慜娥        | 趙漢哲、姜棟樑、朴珠熙、吳光祿、李姃垠、金叡園、李鳳蓮、沈完俊                                                                       | 網頁（页面存档备份，存于）                  | 2.11%               | 1.61%               |
| 0上一季－01月28日 20時30分－21時40分  | 五六     | 所羅門的偽證 솔로몬의 위증                    | 12    | JTBC     | 金賢秀 張東尹        | 徐智勳、徐榮柱、曹在顯 | 網頁                                        | 1.04%               | 1.19%               |
| 02月24日－0下一季 23時00分－00時20分  | 五六     | 大力女子都奉順 힘쎈여자 도봉순                | 16    | JTBC     | 朴寶英 朴炯植 金志洙 | 劉在明、沈慧珍、安友淵、朴寶美、全錫浩、沈勳基、薛仁雅、尹睿熙、林元熙、金民教、金元海、金基武、崔武仁、吳順泰                       | 網頁（页面存档备份，存于）                  | 7.88%               | 7.64%               |
| 0上一季－02月26日 19時55分－21時15分  | 六日     | 月桂樹西裝店的紳士們 월계수 양복점 신사들     | 54    | KBS2     | 李東健 趙胤熙        | 申久、車仁杓、崔元英、顯祐、金姈愛、吳賢慶、鄭慧星、羅美蘭、朴英奎、鄭惠先、朴俊錦、池承炫、具在伊                                   | 網頁（页面存档备份，存于）                  | 28.24%              | 28.93%              |
| 03月4日－0下一季 19時55分－21時15分   | 六日     | 爸爸好奇怪 아버지가 이상해                    | 50    | KBS2     | 李準 庭沼珉          | 李幼梨、柳秀榮、閔鎮雄、柳和榮、安孝燮、金永哲、李準赫、金海淑、宋鈺宿                                                               | 網頁（页面存档备份，存于）                  | 27.31%              | 27.84%              |
| 0上一季－02月26日 20時45分－21時55分  | 六日     | 吹吧，微風啊 불어라 미풍아                    | 53    | MBC      | 孫浩俊 林智妍        | 韓周完、林秀香、潘曉靜、邊熙峰、金姬貞、李對淵、李一花、金英玉                                                                       | 網頁（页面存档备份，存于）                  | 14.90%              | 14.55%              |
| 03月4日－0下一季 20時45分－21時55分   | 六日     | 你太過分了 당신은 너무합니다                  | 50    | MBC      | 嚴正化 具惠善        | 姜泰伍、鄭糠雲、Eru、孫太英、田光烈、鄭惠先、金甫娟、姜南吉、申多恩、金亨範                                                          | 網頁（页面存档备份，存于）                  | 12.70%              | 13.28%              |
| 0上一季－0下一季 20時45分－23時05分   | 六       | 我們的甲順 우리 갑순이                        | 61    | SBS      | 宋再臨 金昭誾        | 裕善、李莞、金奎吏、文成浩、張勇、高斗心、李美英、李甫姬、全國煥、金慧渲、崔大哲                                                     | 網頁（页面存档备份，存于）                  | 10.57%              | 11.80%              |
| 0上一季－0下一季 21時55分－23時15分   | 六日     | 爸爸，我來伺候你 아버님 제가 모실게요         | 50    | MBC      | 金載沅 李水京        | 李太奐、朴恩玭、金容琳、徐東沅、羅文姬、金昌完、金惠鈺、李承俊、黃東柱、金善映、申東美、申基俊、吳妍兒、尹美羅、高成炫、賈媛         | 網頁（页面存档备份，存于）                  | 11.45%              | 12.10%              |

## 2017年春季（4月至6月）
| 播放日期 播放時間(KST)                | 逢 星 期 | 中文劇名 韓文劇名                           | 集 數 | 電 視 台 | 演員                 | 演員 | 官方 網頁                  | 平均收視率 （全國） | 平均收視率 （全國） |
| 播放日期 播放時間(KST)                | 逢 星 期 | 中文劇名 韓文劇名                           | 集 數 | 電 視 台 | 主演                 | 其他演員 | 官方 網頁                  | TNmS                | AGB                 |
| ------------------------------------- | -------- | ------------------------------------------- | ----- | -------- | -------------------- | --- | -------------------------- | ------------------- | ------------------- |
| 0上一季－04月21日 7時50分－8時30分    | 一至五   | 春日常在 언제나 봄날                        | 122   | MBC      | 姜星 權賢尚          | 金昭惠、丹宇、盧幸荷、朴正旭、金智香、李海俊、李侑珠、金亨鍾、崔秀琳、鮮在德、李尚雅、崔尚勳、張熙秀、金誠謙、吳美妍、李正吉                     | 網頁（页面存档备份，存于） | 11.30%              | 9.90%               |
| 04月24日－0下一季 7時50分－8時30分    | 一至五   | 訓長吳純南 훈장 오순남                      | 129   | MBC      | 朴詩恩 具本勝        | 韓秀妍、張勝祖、Sam Hammington、李路雲、薛正煥                                                                                                   | 網頁（页面存档备份，存于） | 下一季              | 下一季              |
| 0上一季－06月9日 8時30分－9時10分     | 一至五   | I am Sorry 姜南九 아임 쏘리 강남구          | 119   | SBS      | 朴宣浩 金旼序        | 李仁、娜亞、李應敬、李承亨、許英蘭、車和娟、李昌勳                                                                                               | 網頁（页面存档备份，存于） |                     |                     |
| 06月12日－0下一季 8時30分－9時10分    | 一至五   | 甜蜜的冤家 달콤한 원수                      | 124   | SBS      | 朴恩惠 劉建          | 朴泰仁、金浩昌、鄭東煥、李清美、李載宇、李甫姬                                                                                                   | 網頁（页面存档备份，存于） | 下一季              | 下一季              |
| 0上一季－0下一季 9時00分－9時40分     | 一至五   | 那女人的大海 그 여자의 바다                 | 120   | KBS2     | 吳丞芽               | 崔成宰、韓宥伊、金株英 | 網頁（页面存档备份，存于） | 下一季              | 下一季              |
| 0上一季－05月12日 19時15分－19時55分  | 一至五   | 給予幸福的人 행복을 주는 사람               | 118   | MBC      | 李允智 孫承源        | 李夏律、河戀姝、徐允兒、金美京、賈得熙、李昭正、金昌完、蘇熙靜 、宋鈺宿、李鎮成、安載民                                                          | 網頁（页面存档备份，存于） | 9.29%               | 8.64%               |
| 05月15日－0下一季 19時15分－19時55分  | 一至五   | 歸來的福丹芝 돌아온 복단지                  | 122   | MBC      | 姜成妍 高世元        | 宋善美、李必模、朴仁煥、金娜雲、姜聲振、陳藝瑟、高娜熙、鮮于銀淑、宋俊熙、李正吉、李惠淑、李亨哲、高恩美、金慶南、李姝雨、崔代勳                 | 網頁（页面存档备份，存于） | 下一季              | 下一季              |
| 0上一季－06月2日 19時20分－20時00分   | 一至五   | 一滴一滴的愛 사랑은 방울방울                | 120   | SBS      | 王智慧 姜恩卓        | 孔賢珠、金民修、姜東浩、吉用祐、鄭燦、金慧利、金藝玲、金允慶、李惠淑、鮮于銀淑                                                                   | 網頁（页面存档备份，存于） | 7.97%               | 6.68%               |
| 0上一季－04月21日 19時50分－20時30分  | 一至五   | 再次，初戀 다시, 첫사랑                     | 104   | KBS2     | 明世彬               | 金承洙、王嬪娜、朴正哲、李德姬、鄭漢溶、趙銀淑、徐怡淑、鄭愛妍、姜南吉                                                                           | 網頁（页面存档备份，存于） | 21.07%              | 19.46%              |
| 04月24日－0下一季 19時50分－20時30分  | 一至五   | 沒有名字的女人 이름 없는 여자               | 102   | KBS2     | 吳知恩               | 朴胤載、崔允素、徐芝釋、裴宗玉 | 網頁（页面存档备份，存于） | 下一季              | 下一季              |
| 0上一季－05月26日 20時25分－21時05分  | 一至五   | 閃耀的恩秀 빛나라 은수                      | 125   | KBS1     | 李令恩 金桐俊        | 朴荷娜、崔正元、黃東柱、李基燦、裴瑟琪 | 網頁（页面存档备份，存于） | 26.44%              | 24.86%              |
| 05月29日－0下一季 20時25分－21時05分  | 一至五   | 無窮花開了 무궁화 꽃이 피었습니다           | 120   | KBS1     | 林秀香 都枝寒        | 南寶拉、李昌旭、楊承弼、千虎珍、高仁範、洪耀燮、朴奎利、李垠亨、金慧渲、羅映姬、朴海美                                                           | 網頁（页面存档备份，存于） | 下一季              | 下一季              |
| 0上一季－06月1日 20時55分－21時30分   | 一至五   | 黃金口袋 황금주머니                         | 122   | MBC      | 真理翰 柳孝榮 李善鎬 | 安內相、吳英實、喜悅Dana、白書怡、車光洙、池秀媛、羅鐘贊、孫承優、柳惠利、李勇株、李時勳                                                         | 網頁（页面存档备份，存于） | 8.80%               | 7.93%               |
| 06月5日－0下一季 20時55分－21時30分   | 一至五   | 多樣的兒媳 별별 며느리                      | 100   | MBC      | 咸𤨒晶 姜慶俊 李周妍 | 韓甲洙、文熙景、南明烈、金炳春 | 網頁（页面存档备份，存于） | 下一季              | 下一季              |
| 04月17日－05月29日 21時00分－22時00分 | 一二     | 焦急的羅曼史 애타는 로맨스                  | 13    | OCN      | 成勛 宋枝恩          | 南琪愛、朱相赫、金宗九、李坎熙、朴信雲、鄭多瑟、金宰英、金思英、林度允、李海仁、白承憲                                                           | 網頁（页面存档备份，存于） | -                   | -                   |
| 0上一季－05月2日 22時00分－23時15分   | 一二     | 完美的妻子 완벽한 아내                      | 20    | KBS2     | 高素榮 趙如晶        | 尹相鉉、盛駿、印喬鎮、金圭哲、鄭秀英、全世賢、林世美、金正蘭                                                                                     | 網頁（页面存档备份，存于） | 4.22%               | 5.00%               |
| 05月8日－05月9日 22時00分－23時15分   | 一二     | 個人主義者智英小姐 개인주의자 지영씨        | 2     | KBS2     | 閔孝琳 孔明          | 吳娜拉、池一株、張姬領、姜在俊、金才禾、尹知原、房秀珍                                                                                           | 網頁（页面存档备份，存于） | 3.60%               | 3.60%               |
| 05月22日－0下一季 22時00分－23時15分  | 一二     | 三流之路 쌈 마이웨이                        | 16    | KBS2     | 金智媛 朴敘俊        | 安宰弘、宋昰昀、金盛吳、李伊利雅、孫炳昊、金藝玲、趙恩瑜、全裴修、姜基棟、表藝珍、金熙昌、李姃垠、蔡東炫、陳熙瓊、楊基元                         | 網頁（页面存档备份，存于） | 下一季              | 下一季              |
| 0上一季－05月16日 22時00分－23時15分  | 一二     | 逆賊：偷百姓的盜賊 역적：백성을 훔친 도적   | 30    | MBC      | 尹鈞相 蔡秀彬        | 金知碩、李荷妮、金相中、李準赫、安內相、金炳春、金正泰、金秉玉、孫鐘鶴、徐怡淑、申恩廷、黃石正                                                   | 網頁（页面存档备份，存于） | 10.90%              | 11.75%              |
| 05月22日－0下一季 22時00分－23時15分  | 一二     | 守望者 파수꾼                               | 32    | MBC      | 金英光 李詩英        | 金太勳、金瑟琪、Key、申東旭、金善映、崔畝誠、金相浩                                                                                              | 網頁（页面存档备份，存于） | 下一季              | 下一季              |
| 0上一季－05月23日 22時00分－23時15分  | 一二     | 悄悄話 귓속말                               | 17    | SBS      | 李相侖 李寶英        | 權律、朴世榮、金昌煥、曹成允、趙達煥、李現填、許在浩、姜信日、金雷夏、金甲洙、金洪發、鄭怡娟、尹周熙、金曙羅、文熙景、金海淑、李京進             | 網頁（页面存档备份，存于） | 13.71%              | 15.58%              |
| 05月29日－0下一季 22時00分－23時15分  | 一二     | 我的野蠻女友 엽기적인 그녀                  | 32    | SBS      | 周元 吳漣序          | 李正信、金允慧、李施彥、沈亨倬、朴根壽、李時剛、郭熙聖、姜新孝、鄭雄仁、曹熙奉、孫暢敏、李濟年、鄭多彬、尹世雅、韓智友、裴孝媛、羅惠美、孫智允   | 網頁（页面存档备份，存于） | 下一季              | 下一季              |
| 0上一季－05月9日 23時00分－24時20分   | 一二     | 她愛上了我的謊 그녀는 거짓말을 너무 사랑해  | 16    | tvN      | 李玹雨 朴秀英        | 崔民秀、李廷鎮、洪西瑛、李瑞元、金聖柱、申濟旻、張基勇、宋康、朴鍾爀、金吝勸、林藝真、朴智英                                                     | 網頁（页面存档备份，存于） | 1.46%               | 1.48%               |
| 05月22日－06月27日 23時00分－24時20分 | 一二     | Circle：相連的兩個世界 써클: 이어진 두 세계 | 12    | tvN      | 呂珍九               | 孔昇延、權赫守、李起光、徐鉉哲、安友淵、鄭吝善、鄭俊元                                                                                           | 網頁（页面存档备份，存于） | 2.19%               | 2.13%               |
| 0上一季－0下一季 23時10分－24時20分   | 一       | 超人家族2017 초인가족 2017                  | 40    | SBS      | 朴赫權 朴宣暎 金志珉 | 金基利、李浩沅、朴喜本、嚴孝燮、郭仁俊、金惠鈺、金姬貞、全英美、金寶晶、羅玄珠、洪太義、姜恩雅、鄭惟安鄭詩雅、柳太準                             | 網頁（页面存档备份，存于） | 下一季              | 下一季              |
| 04月5日－05月25日 22時00分－23時15分  | 三四     | 推理的女王 추리의 여왕                      | 16    | KBS2     | 崔江姬 權相佑        | 李源根、金民宰、朴秉恩、梁益準、李宥俊、鄭仁基、安吉強、全秀珍、金賢淑、朴俊錦                                                                   | 網頁（页面存档备份，存于） | 9.41%               | 9.49%               |
| 05月31日－0下一季 22時00分－23時15分  | 三四     | 七日的王妃 7일의 왕비                       | 20    | KBS2     | 延宇振 朴敏英 李東健 | 都知嫄、宋智仁、孫恩書、張鉉誠、姜其永、姜信日、朴元相、劉旻奎、黃燦盛、高甫潔、金基天                                                           | 網頁（页面存档备份，存于） | 下一季              | 下一季              |
| 0上一季－05月4日 22時00分－23時15分   | 三四     | 自體發光辦公室 자체발광 오피스              | 16    | MBC      | 高我星 河錫辰        | 李東輝、金東昱、Hoya、金炳春、韓善伙、權海驍、張新英                                                                                             | 網頁（页面存档备份，存于） | 5.19%               | 5.87%               |
| 05月10日－0下一季 22時00分－23時15分  | 三四     | 君主－假面的主人 군주 - 가면의 주인         | 40    | MBC      | 俞承豪 金所炫        | 金明洙、尹邵熙、金明秀、崔智娜、朴哲民、裴侑藍、申譞洙、黃雨瑟惠、秦基周、許峻豪、金宣敬、鄭斗洪、金瑞慶、金炳哲、金浩鎮、李基英、朴珍珠、嚴孝燮 | 網頁（页面存档备份，存于） | 下一季              | 下一季              |
| 0上一季－05月4日 22時00分－23時15分   | 三四     | 師任堂，光的日記 사임당, 빛의 일기          | 30    | SBS      | 李英愛 宋承憲        | 楊世鍾、吳允兒、崔哲浩、崔鐘煥、尹多勳、金海淑、金美京                                                                                           | 網頁（页面存档备份，存于） | 8.41%               | 10.18%              |
| 05月10日－0下一季 22時00分－23時15分  | 三四     | 奇怪的搭檔 수상한 파트너                    | 40    | SBS      | 池昌旭 南志鉉        | 崔泰俊、權娜拉、李德華、南琪愛、趙勝淵、張赫鎮、尹福仁、金叡園、許俊碩、沈恩祐、張光、金洪發、金亨奎                                             | 網頁（页面存档备份，存于） | 下一季              | 下一季              |
| 04月7日－06月3日 20時00分－21時10分   | 五六     | 芝加哥打字機                                | 16    | tvN      | 劉亞仁 林秀晶 高庚杓 | 郭時暘、趙宇鎮、楊真誠、姜宏碩、千虎珍、全秀卿、金成勳、吳娜拉、金基秀、羅惠珍                                                                   | 網頁（页面存档备份，存于） | 2.58%               | 2.24%               |
| 0上一季－04月15日 23時00分－00時20分  | 五六     | 大力女子都奉順 힘쎈여자 도봉순              | 16    | JTBC     | 朴寶英 朴炯植 金志洙 | 劉在明、沈慧珍、安友淵、朴寶美、全錫浩、沈勳基、薛仁雅、尹睿熙、林元熙、金民教、金元海、金基武、崔武仁、吳順泰                                   | 網頁（页面存档备份，存于） | 7.88%               | 7.65%               |
| 04月21日－06月10日 23時00分－00時20分 | 五六     | Man to Man 맨투맨                           | 16    | JTBC     | 朴海鎮 朴誠雄 金玟廷 | 蔡貞安、延政勳、李施彥、吳熙俊、申珠雅、金秉世、金甫美、千虎珍、張鉉誠、太仁鎬、鄭滿植、吳娜拉                                                   | 網頁（页面存档备份，存于） | 3.11%               | 3.17%               |
| 06月16日－0下一季 23時00分－00時20分  | 五六     | 有品位的她 품위있는 그녀                    | 20    | JTBC     | 金喜善 金宣兒        | 鄭尚勳、李己雨、金容建、柳瑞真、李姬珍、鄭多惠、李泰林、宋英奎、崔允素、李彩薇                                                                   | 網頁（页面存档备份，存于） | 下一季              | 下一季              |
| 06月2日－0下一季 23時00分－00時10分   | 五六     | 最佳的一擊 최고의 한방                      | 32    | KBS2     | 尹施允 李世榮        | 金旻載、尹孫河、車太鉉、車銀優、苞娜、洪京民、李德華、林藝真、李庭敏                                                                             | 網頁（页面存档备份，存于） | 下一季              | 下一季              |
| 0上一季－0下一季 19時55分－21時15分   | 六日     | 爸爸好奇怪 아버지가 이상해                  | 52    | KBS2     | 李準 庭沼珉          | 李幼梨、柳秀榮、閔鎮雄、柳和榮、安孝燮、金永哲、李準赫、金海淑、宋鈺宿                                                                           | 網頁（页面存档备份，存于） | 下一季              | 下一季              |
| 0上一季－0下一季 20時45分－21時55分   | 六日     | 你太過分了 당신은 너무합니다                | 50    | MBC      | 嚴正化 張熙軫        | 姜泰伍、鄭糠雲、Eru、孫太英、田光烈、鄭惠先、金甫娟、姜南吉、申多恩、金亨範                                                                      | 網頁（页面存档备份，存于） | 下一季              | 下一季              |
| 0上一季－04月8日 20時45分－23時05分   | 六       | 我們的甲順 우리 갑순이                      | 61    | SBS      | 宋再臨 金昭誾        | 裕善、李莞、金奎吏、文成浩、張勇、高斗心、李美英、李甫姬、全國煥、金慧渲、崔大哲                                                                 | 網頁（页面存档备份，存于） | 10.57%              | 11.80%              |
| 04月15日－0下一季 20時45分－23時05分  | 六       | 姐姐風采依舊 언니는 살아있다                | 68    | SBS      | 張瑞希 吳允兒 金珠賢 | 李知勳、多順、朴廣賢、宋鍾鎬、李在真、趙潤宇、安內相、孫暢敏、李正吉、陳智熙、孫汝恩、黃英熙                                                     | 網頁（页面存档备份，存于） | 下一季              | 下一季              |
| 06月10日－0下一季 21時00分－22時10分  | 六日     | 秘密森林 비밀의 숲                          | 16    | tvN      | 曹承佑 裴斗娜        | 李浚赫、申惠善、李璟榮、劉在明、尹敬浩、朴真宇、朴宥娜、崔秉默、尹世雅、宋智浩、朴成根、金素拉                                                   | 網頁（页面存档备份，存于） | 下一季              | 下一季              |
| 0上一季－05月7日 21時55分－23時15分   | 六日     | 爸爸，我來伺候你 아버님 제가 모실게요       | 50    | MBC      | 金載沅 李水京        | 李太奐、朴恩玭、金容琳、徐東沅、羅文姬、金昌完、金惠鈺、李承俊、黃東柱、金善映、申東美、申基俊、吳妍兒、尹美羅、高成炫、賈媛                     | 網頁（页面存档备份，存于） | 11.45%              | 12.10%              |
| 05月13日－0下一季 21時55分－23時15分  | 六日     | 小偷傢伙，小偷大人 도둑놈, 도둑님           | 50    | MBC      | 徐玄 智鉉寓          | 金智勳、林珠銀、安吉強、鄭景順、金正泰、崔鐘煥、崔秀琳、張光、韓載錫、韓政秀、李珠實、李姃垠、Shorry J、趙德賢、崔宏一、張泰民                   | 網頁（页面存档备份，存于） | 下一季              | 下一季              |
| 0上一季－05月21日 22時00分－23時00分  | 六日     | 隧道 터널                                   | 16    | OCN      | 崔振赫 尹賢旻 李宥英 | 曹熙奉、金炳哲、姜其永、李詩雅、金民尚、梁朱浩、車學沇                                                                                           | 網頁（页面存档备份，存于） | 4.41%               | 4.67%               |
| 06月3日－0下一季 22時00分－23時00分   | 六日     | Duel 듀얼                                   | 16    | OCN      | 鄭在詠 金諪恩 楊世鍾 | 徐恩秀、金基斗、沈完俊 | 網頁（页面存档备份，存于） | 下一季              | 下一季              |

## 2017年夏季（7月至9月）
| 播放日期 播放時間(KST)                                  | 逢 星 期     | 中文劇名 韓文劇名                               | 集 數 | 電 視 台 | 演員                                 | 演員 | 官方 網頁                  | 平均收視率 （全國） | 平均收視率 （全國） |
| 播放日期 播放時間(KST)                                  | 逢 星 期     | 中文劇名 韓文劇名                               | 集 數 | 電 視 台 | 主演                                 | 其他演員 | 官方 網頁                  | TNmS                | AGB                 |
| ------------------------------------------------------- | ------------ | ----------------------------------------------- | ----- | -------- | ------------------------------------ | --- | -------------------------- | ------------------- | ------------------- |
| 0上一季－0下一季 7時50分－8時30分                       | 一至五       | 訓長吳純南 훈장 오순남                          | 129   | MBC      | 朴詩恩 具本勝                        | 韓秀妍、張勝祖、Sam Hammington、李路雲、薛正煥 | 網頁（页面存档备份，存于） | 下一季              | 下一季              |
| 0上一季－0下一季 8時30分－9時10分                       | 一至五       | 甜蜜的冤家 달콤한 원수                          | 124   | SBS      | 朴恩惠 劉建                          | 朴泰仁、金浩昌、鄭東煥、李清美、李載宇、李甫姬 | 網頁（页面存档备份，存于） | 下一季              | 下一季              |
| 0上一季－08月11日 9時00分－9時40分                      | 一至五       | 那女人的大海 그 여자의 바다                     | 120   | KBS2     | 吳丞芽                               | 崔成宰、韓宥伊、金株英 | 網頁（页面存档备份，存于） | 10.12%              | 8.34%               |
| 08月14日－0下一季 9時00分－9時40分                      | 一至五       | 花開了，達順啊 꽃 피어라 달순아!                | 129   | KBS2     | 洪雅凜                               | 宋元錫、尹多英、姜多彬、林湖、朴婉靜、金旼喜、崔宰誠、趙銀淑、洪日權、金英玉、裴道煥、崔婉貞                                                                               | 網頁                       | 下一季              | 下一季              |
| 0上一季－0下一季 19時15分－19時55分                     | 一至五       | 歸來的福丹芝 돌아온 복단지                      | 122   | MBC      | 姜成妍 高世元                        | 宋善美、李必模、朴仁煥、金娜雲、姜聲振、陳藝瑟、高娜熙、鮮于銀淑、宋俊熙、李正吉、李惠淑、李亨哲、高恩美、金慶南、李姝雨、崔代勳                                           | 網頁（页面存档备份，存于） | 下一季              | 下一季              |
| 0上一季－09月15日 19時50分－20時30分                    | 一至五       | 沒有名字的女人 이름 없는 여자                   | 102   | KBS2     | 吳知恩 裴宗玉                        | 朴胤載、崔允素、徐芝釋 | 網頁（页面存档备份，存于） | 20.32%              | 17.80%              |
| 09月18日－0下一季 19時50分－20時30分                    | 一至五       | 我男人的秘密 내 남자의 비밀                     | 100   | KBS2     | 宋昶儀                               | 姜世貞、朴貞雅、金多炫 | 網頁                       | 下一季              | 下一季              |
| 0上一季－0下一季 20時25分－21時05分                     | 一至五       | 無窮花開了 무궁화 꽃이 피었습니다               | 120   | KBS1     | 林秀香 都枝寒                        | 南寶拉、李昌旭、楊承弼、千虎珍、高仁範、洪耀燮、朴奎利、李垠亨、金慧渲、羅映姬、朴海美                                                                                     | 網頁（页面存档备份，存于） | 下一季              | 下一季              |
| 0上一季－0下一季 20時55分－21時30分 ↓20時55分－22時00分 | 一至五 ↓一二 | 多樣的兒媳 별별 며느리                          | 100   | MBC      | 咸𤨒晶 姜慶俊 李周妍                 | 韓甲洙、文熙景、南明烈、金炳春 | 網頁（页面存档备份，存于） | 下一季              | 下一季              |
| 0上一季－07月11日 22時00分－23時15分                    | 一二         | 三流之路 쌈 마이웨이                            | 16    | KBS2     | 金智媛 朴敘俊                        | 安宰弘、宋昰昀、金盛吳、李伊利雅、孫炳昊、金藝玲、趙恩瑜、全裴修、姜基棟、表藝珍、金熙昌、李姃垠、蔡東炫、陳熙瓊、楊基元                                                   | 網頁（页面存档备份，存于） | 9.41%               | 10.89%              |
| 07月17日－09月5日 22時00分－23時15分                    | 一二         | 學校2017 학교 2017                              | 16    | KBS2     | 金世正 金正鉉 張東尹                 | 韓周完、韓善伙、金應洙、李在勇、朴哲民、趙美玲、閔成旭、薛仁雅、朴世婉、徐志焄、路雲、荷承里、金熙燦、崔成旻、洪京、韓寶貝、池赫拉、金智盛、成智婁、金姬貞、張世鉉、李鍾原 | 網頁                       | 4.78%               | 4.46%               |
| 09月11日－0下一季 22時00分－23時15分                    | 一二         | 內衣少女時代 란제리 소녀시대                    | 8     | KBS2     | 苞娜 蔡舒辰                          | 徐榮柱、李宗泫、呂會鉉、閔都凞、權海驍、金善映、朴荷娜、印喬鎮 | 網頁                       | 下一季              | 下一季              |
| 0上一季－07月11日 22時00分－23時15分                    | 一二         | 守望者 파수꾼                                   | 32    | MBC      | 金英光 李詩英                        | 金太勳、金瑟琪、Key、申東旭、金善映、崔畝誠、金相浩 | 網頁（页面存档备份，存于） | 7.31%               | 7.38%               |
| 07月17日－09月19日 22時00分－23時15分                   | 一二         | 王在相愛 왕은 사랑한다                          | 40    | MBC      | 任時完 潤娥 洪宗玄                   | 吳閔碩、朴煥熙、秋秀賢、鄭普碩、張英南、金正旭、李基英、嚴孝燮、朴智賢、金正學、金浩鎮、尹仲勳、崔鐘煥、安世河、金京鎮、金炳春                                             | 網頁（页面存档备份，存于） | 6.81%               | 6.66%               |
| 0上一季－07月18日 22時00分－23時15分                    | 一二         | 我的野蠻女友 엽기적인 그녀                      | 32    | SBS      | 周元 吳漣序                          | 李正信、金允慧、李施彥、沈亨倬、朴根壽、李時剛、郭熙聖、姜新孝、鄭雄仁、曹熙奉、孫暢敏、李濟年、鄭多彬、尹世雅、韓智友、裴孝媛、羅惠美、孫智允                             | 網頁（页面存档备份，存于） | 7.69%               | 8.83%               |
| 07月24日－09月12日 22時00分－23時15分                   | 一二         | 操作 조작                                       | 32    | SBS      | 南宮珉 劉俊相                        | 嚴智苑、文盛瑾、全慧彬、吳正世、曹熙奉、金康鉉、朴慶惠、安智勳、朴成勳、吳雅妍、朴智英、鄭熙泰、朴元相                                                                     | 網頁（页面存档备份，存于） | 9.22%               | 11.08%              |
| 09月18日－0下一季 22時00分－23時15分                    | 一二         | 愛情的溫度 조작                                 | 40    | SBS      | 徐玄振 梁世宗                        | 金材昱、趙寶兒、沈熙燮、車璌河、P.O、李康民、金素英、鄭愛利、鮮于在德、吉恩惠、李美淑、安內相                                                                              | 網頁（页面存档备份，存于） | 下一季              | 下一季              |
| 07月3日－08月22日 22時50分－24時00分                    | 一二         | 河伯的新娘 2017 하백의 신부 2017                | 16    | tvN      | 申世景 南柱赫                        | 林周煥、鄭秀晶、孔明、宋元根、崔佑麗、裴盧麗 | 網頁（页面存档备份，存于） | 2.80%               | 3.11%               |
| 09月4日－09月26日 22時50分－24時00分                    | 一二         | Argon 아르곤                                    | 8     | tvN      | 金柱赫 千玗嬉                        | 池允浩、朴元相、朴喜本、沈志浩、池一株、趙賢哲、朴敏荷、李承俊、申賢彬、金鍾洙、李璟榮、柳韓妃、崔載雄                                                                     | 網頁（页面存档备份，存于） | 2.64%               | 2.70%               |
| 0上一季－07月3日 23時10分－24時20分                     | 一           | 超人家族2017 초인가족 2017                      | 40    | SBS      | 朴赫權 朴宣暎 金志珉                 | 金基利、李浩沅、朴喜本、嚴孝燮、郭仁俊、金惠鈺、金姬貞、全英美、金寶晶、羅玄珠、洪太義、姜恩雅、鄭惟安鄭詩雅、柳太準                                                       | 網頁（页面存档备份，存于） | 3.89%               | 4.22%               |
| 08月23日－09月28日 20時20分－21時00分                   | 三四         | Single Wife 싱글와이프                          | 12    | Drama X  | 嚴賢璟                               | 成赫、郭熙聖、酉奈 | 網頁（页面存档备份，存于） | -                   | -                   |
| 0上一季－08月3日 22時00分－23時15分                     | 三四         | 七日的王妃 7일의 왕비                           | 20    | KBS2     | 朴敏英 延宇振 李東健                 | 都知嫄、宋智仁、孫恩書、張鉉誠、姜其永、姜信日、朴元相、劉旻奎、黃燦盛、高甫潔、金基天                                                                                     | 網頁（页面存档备份，存于） | 5.61%               | 5.91%               |
| 08月9日－09月28日 22時00分－23時15分                    | 三四         | Manhole：夢遊仙境的奉弼 맨홀 - 이상한 나라의 필 | 16    | KBS2     | 金在中 Uie                           | 鄭惠成、Baro、張未冠、李相二、金珉志、朱鎮模、金惠鈺、禹賢 | 網頁（页面存档备份，存于） | 2.73%               | 2.14%               |
| 0上一季－07月13日 22時00分－23時15分                    | 三四         | 君主－假面的主人 군주 - 가면의 주인             | 40    | MBC      | 俞承豪 金所炫                        | 金明洙、尹邵熙、金明秀、崔智娜、朴哲民、裴侑藍、申譞洙、黃雨瑟惠、秦基周、許峻豪、金宣敬、鄭斗洪、金瑞慶、金炳哲、金浩鎮、李基英、朴珍珠、嚴孝燮                           | 網頁（页面存档备份，存于） | 11.84%              | 12.40%              |
| 07月19日－08月24日 22時00分－23時15分                   | 三四         | 死而復生的男人 죽어야 사는 남자                 | 24    | MBC      | 崔民秀                               | 強藝元、申成祿、李昭娟、趙泰寬、金秉玉、黃勝妍、裴海善、高菲珠（고비주）、河恩珍、趙慶淑、車順裴、李太妍、徐慧媛、趙英勳、姜尚原                                                 | 網頁（页面存档备份，存于） | 9.78%               | 10.32%              |
| 08月30日－0下一季 22時00分－23時15分                    | 三四         | 醫療船 병원선                                   | 40    | MBC      | 河智苑 姜敏赫 李曙原                 | 金泰亦、金光奎、權珉娥、鄭景順、趙雅拉、朴建熙、李漢偉、張瑞源、宋智浩、趙成夏、鄭仁基、南琪愛、鄭元仲、朴俊錦、李敏豪                                                     | 網頁（页面存档备份，存于） | 下一季              | 下一季              |
| 0上一季－07月13日 22時00分－23時15分                    | 三四         | 奇怪的搭檔 수상한 파트너                        | 40    | SBS      | 池昌旭 南志鉉                        | 崔泰俊、權娜拉、李德華、南琪愛、趙勝淵、張赫鎮、尹福仁、金叡園、許俊碩、沈恩祐、張光、金洪發、金亨奎                                                                       | 網頁（页面存档备份，存于） | 7.15%               | 8.18%               |
| 07月19日－09月21日 22時00分－23時15分                   | 三四         | 再次重逢的世界 다시 만난 세계                   | 40    | SBS      | 呂珍九 李沇熹 安宰賢                 | 尹善宇、金佳恩、郭東延、金惠純、金鎮祐、朴英奎、方銀姬、朴真珠、李施彥 | 網頁（页面存档备份，存于） | 6.04%               | 6.44%               |
| 09月27日－0下一季 22時00分－23時15分                    | 三四         | 當你沉睡時 당신이 잠든 사이에                   | 32    | SBS      | 李鍾碩 裴秀智                        | 丁海寅、李相燁、申載夏、黃英熙、朴真珠、金元海、李基英、裴海善、閔成旭、高聖熙                                                                                             | 網頁（页面存档备份，存于） | 下一季              | 下一季              |
| 07月26日－09月28日 23時00分－24時20分                   | 三四         | 犯罪心理 크리미널 마인드                        | 20    | tvN      | 李準基 文彩元 孫賢周                 | 李善彬、高允、裕善、金永哲、李受美 | 網頁（页面存档备份，存于） | 2.95%               | 2.77%               |
| 09月15日－0下一季 21時50分－23時00分                    | 五           | 時尚媽咪 보그맘                                 | 12    | MBC      | 梁東根 朴韓星                        | IVY、崔汝珍、黃寶羅、鄭伊朗、崔正元、權玄彬、鄭智勳 | 網頁（页面存档备份，存于） | 下一季              | 下一季              |
| 0上一季－08月19日 23時00分－00時20分                    | 五六         | 有品位的她 품위있는 그녀                        | 20    | JTBC     | 金喜善 金宣兒                        | 鄭尚勳、李己雨、金容建、柳瑞真、李姬珍、鄭多惠、李泰林、宋英奎、崔允素、李彩薇                                                                                             | 網頁（页面存档备份，存于） | 5.99%               | 6.60%               |
| 08月25日－0下一季 23時00分－00時20分                    | 五六         | 青春時代2 청춘시대 2                            | 14    | JTBC     | 韓藝璃、韓昇延、朴恩玭、智友、崔雅拉 | 韓藝璃、韓昇延、朴恩玭、智友、崔雅拉 | 網頁（页面存档备份，存于） | 下一季              | 下一季              |
| 0上一季－07月22日 23時00分－00時10分                    | 五六         | 最佳的一擊 최고의 한방                          | 32    | KBS2     | 尹施允 李世榮                        | 金旻載、尹孫河、車太鉉、車銀優、苞娜、洪京民、李德華、林藝真、李庭敏 | 網頁（页面存档备份，存于） | 3.75%               | 3.76%               |
| 08月4日－09月23日 23時00分－00時10分                    | 五六         | 最強送餐員 최강 배달꾼                          | 16    | KBS2     | 高庚杓 蔡秀彬                        | 金善浩、高媛熙 | 網頁                       | 5.18%               | 5.84%               |
| 0上一季－08月27日 19時55分－21時15分                    | 六日         | 爸爸好奇怪 아버지가 이상해                      | 52    | KBS2     | 李準 庭沼珉                          | 李幼梨、柳秀榮、閔鎮雄、柳和榮、安孝燮、金永哲、李準赫、金海淑、宋鈺宿 | 網頁（页面存档备份，存于） | 27.31%              | 27.84%              |
| 09月2日－0下一季 19時55分－21時15分                     | 六日         | 我的黃金光輝人生 황금빛 내 인생                 | 52    | KBS2     | 申惠善 朴施厚                        | 李泰煥、徐恩秀、千虎珍、金惠鈺、李太成、申譞洙、全盧民、羅映姬、金炳基、全秀卿                                                                                             | 網頁                       | 下一季              | 下一季              |
| 0上一季－08月27日 20時45分－21時55分                    | 六日         | 你太過分了 당신은 너무합니다                    | 50    | MBC      | 嚴正化 張熙軫                        | 姜泰伍、鄭糠雲、Eru、孫太英、田光烈、鄭惠先、金甫娟、姜南吉、申多恩、金亨範                                                                                                | 網頁（页面存档备份，存于） | 12.70%              | 13.28%              |
| 09月2日－0下一季 20時45分－21時55分                     | 六日         | 擺飯桌的男人 밥상 차리는 남자                   | 50    | MBC      | 秀英 溫朱莞                          | 金甲洙、金美淑、朴鎮宇、徐孝琳、李一花、沈亨倬、金守美、李在龍 | 網頁（页面存档备份，存于） | 下一季              | 下一季              |
| 0上一季－0下一季 20時45分－23時05分                     | 六           | 姐姐風采依舊 언니는 살아있다                    | 68    | SBS      | 張瑞希 吳允兒 金珠賢                 | 李知勳、多順、朴廣賢、宋鍾鎬、李在真、趙潤宇、安內相、孫暢敏、李正吉、陳智熙、孫汝恩、黃英熙                                                                               | 網頁（页面存档备份，存于） | 下一季              | 下一季              |
| 0上一季－07月30日 21時00分－22時10分                    | 六日         | 秘密森林 비밀의 숲                              | 16    | tvN      | 曹承佑 裴斗娜                        | 李浚赫、申惠善、李璟榮、劉在明、尹敬浩、朴真宇、朴宥娜、崔秉默、尹世雅、宋智浩、朴成根、金素拉                                                                             | 網頁（页面存档备份，存于） | 4.60%               | 4.56%               |
| 08月12日－0下一季 21時00分－22時10分                    | 六日         | 名不虛傳 명불허전                               | 16    | tvN      | 金南佶 金亞中                        | 劉旻奎、文佳煐 | 網頁                       | 下一季              | 下一季              |
| 0上一季－0下一季 21時55分－23時15分                     | 六日         | 小偷傢伙，小偷大人 도둑놈, 도둑님               | 50    | MBC      | 徐玄 智鉉寓                          | 金智勳、林珠銀、安吉強、鄭景順、金正泰、崔鐘煥、崔秀琳、張光、韓載錫、韓政秀、李珠實、李姃垠、Shorry J、趙德賢、崔宏一、張泰民                                             | 網頁（页面存档备份，存于） | 下一季              | 下一季              |
| 0上一季－07月23日 22時00分－23時00分                    | 六日         | Duel 듀얼                                       | 16    | OCN      | 鄭在詠 金諪恩 楊世鍾                 | 徐恩秀、金基斗、沈完俊 | 網頁（页面存档备份，存于） | 1.29%               | 1.72%               |
| 08月5日－09月24日 22時20分－23時50分                    | 六日         | 救救我 구해줘                                   | 16    | OCN      | 玉澤演 徐睿知 禹棹煥                 | 孫炳昊、李大衛、河會正、姜京憲、鄭海均、尹宥善、趙成夏、朴智英、趙在允、金光奎                                                                                             | 網頁（页面存档备份，存于） | 2.06%               | 2.48%               |

## 2017年秋季（10月至12月）
| 播放日期 播放時間(KST)                                  | 逢 星 期 | 中文劇名 韓文劇名                            | 集 數 | 電 視 台 | 演員                                                                              | 演員 | 官方 網頁                  | 平均收視率 （全國） | 平均收視率 （全國） |
| 播放日期 播放時間(KST)                                  | 逢 星 期 | 中文劇名 韓文劇名                            | 集 數 | 電 視 台 | 主演                                                                              | 其他演員 | 官方 網頁                  | TNmS                | AGB                 |
| ------------------------------------------------------- | -------- | -------------------------------------------- | ----- | -------- | --------------------------------------------------------------------------------- | --- | -------------------------- | ------------------- | ------------------- |
| 0上一季－010月20日 7時50分－8時30分                     | 一至五   | 訓長吳純南 훈장 오순남                       | 129   | MBC      | 朴詩恩 具本勝                                                                     | 韓秀妍、張勝祖、Sam Hammington、李路雲、薛正煥 | 網頁（页面存档备份，存于） | 10.81%              | 9.05%               |
| 011月13日－0下一季 7時50分－8時30分                     | 一至五   | 逆流 훈장 오순남                             | 120   | MBC      | 申多恩                                                                            | 徐道永、李在煌、金海仁、鄭性模、鄭愛利、李賢傑、李應敬、南明烈、池殷成、蘇熙晶、林道允                                                                                             | 網頁（页面存档备份，存于） | 下一季              | 下一季              |
| 0上一季－012月1日 8時30分－9時10分                      | 一至五   | 甜蜜的冤家 달콤한 원수                       | 124   | SBS      | 朴恩惠 劉建                                                                       | 朴泰仁、金浩昌、鄭東煥、李清美、李載宇、李甫姬 | 網頁（页面存档备份，存于） | 12.04%              | 10.77%              |
| 012月4日－0下一季 8時30分－9時10分                      | 一至五   | Happy Sisters 해피시스터즈                   | 120   | SBS      | 沈宜英                                                                            | 韓英、吳大奎、姜瑞俊、李時剛、潘素英、林采茂、金善化、吳英實、許恩晶、金東根、金寶娜拉                                                                                             | 網頁（页面存档备份，存于） | 下一季              | 下一季              |
| 0上一季－0下一季 9時00分－9時40分                       | 一至五   | 花開了，達順啊 꽃 피어라 달순아!             | 129   | KBS2     | 洪雅凜                                                                            | 宋元錫、尹多英、姜多彬、林湖、朴婉靜、金旼喜、崔宰誠、趙銀淑、洪日權、金英玉、裴道煥、崔婉貞                                                                                       | 網頁                       | 下一季              | 下一季              |
| 0上一季－011月24日 19時15分－19時55分                   | 一至五   | 歸來的福丹芝 돌아온 복단지                   | 122   | MBC      | 姜成妍 高世元                                                                     | 宋善美、李必模、朴仁煥、金娜雲、姜聲振、陳藝瑟、高娜熙、鮮于銀淑、宋俊熙、李正吉、李惠淑、李亨哲、高恩美、金慶南、李姝雨、崔代勳                                                   | 網頁（页面存档备份，存于） | 11.27%              | 9.66%               |
| 011月27日－0下一季 19時15分－19時55分                   | 一至五   | 前世的冤家們 전생에 웬수들                   | 122   | MBC      | 崔允英 救援                                                                       | 安在模、高娜姸、韓振熙、李甫姬、李尚雅、李英蘭、琴寶羅、崔秀琳、明志妍、韓甲洙 | 網頁（页面存档备份，存于） | 下一季              | 下一季              |
| 0上一季－0下一季 19時50分－20時30分                     | 一至五   | 我男人的秘密 내 남자의 비밀                  | 100   | KBS2     | 宋昶儀                                                                            | 姜世貞、朴貞雅、金多炫 | 網頁                       | 下一季              | 下一季              |
| 012月4日－0下一季 20時20分－21時00分                    | 一至四   | 在你背上扣球 너의 등짝에 스매싱              | 50    | TV朝鮮   | 朴英奎、嚴賢璟、黃雨瑟惠、朴海美、Julian Quintart、權五重、張度妍、李現填、金娜憐 | 朴英奎、嚴賢璟、黃雨瑟惠、朴海美、Julian Quintart、權五重、張度妍、李現填、金娜憐                                                                                                  | 網頁（页面存档备份，存于） | 下一季              | 下一季              |
| 0上一季－011月10日 20時25分－21時05分                   | 一至五   | 無窮花開了 무궁화 꽃이 피었습니다            | 120   | KBS1     | 林秀香 都枝寒                                                                     | 南寶拉、李昌旭、楊承弼、千虎珍、高仁範、洪耀燮、朴奎利、李垠亨、金慧渲、羅映姬、朴海美                                                                                             | 網頁（页面存档备份，存于） | 21.95%              | 20.30%              |
| 011月13日－0下一季 20時25分－21時05分                   | 一至五   | 即使恨也愛你 미워도 사랑해                   | 120   | KBS1     | 表藝珍 李成烈                                                                     | 李東河、韓惠琳 | 網頁                       | 下一季              | 下一季              |
| 0上一季－011月14日 20時55分－22時00分                   | 一二     | 多樣的兒媳 별별 며느리                       | 100   | MBC      | 咸𤨒晶 姜慶俊 李周妍                                                              | 韓甲洙、文熙景、南明烈、金炳春 | 網頁（页面存档备份，存于） | 8.28%               | 6.71%               |
| 011月6日－012月5日 21時00分－22時00分                   | 一二     | Melo Holic 멜로홀릭                          | 10    | OCN      | 鄭允浩 景收真                                                                     | 崔大哲、安率濱、韓載錫、李受美、韓周完、金旻奎、李宥俊 | 網頁（页面存档备份，存于） | -                   | -                   |
| 0上一季－010月3日 22時00分－23時15分                    | 一二     | 內衣少女時代 란제리 소녀시대                 | 8     | KBS2     | 苞娜 蔡舒辰                                                                       | 徐榮柱、李宗泫、呂會鉉、閔都凞、權海驍、金善映、朴荷娜、印喬鎮 | 網頁                       | 4.74%               | 4.29%               |
| 010月9日－011月28日 22時00分－23時15分                  | 一二     | 魔女的法庭 마녀의 법정                       | 16    | KBS2     | 鄭麗媛 尹賢旻                                                                     | 田光烈、金麗珍、金旼序、許成泰、全益玲、崔里、金在華、尹敬浩、嚴智萬、李一花、全美善、宋旻晶                                                                                       | 網頁                       | 9.48%               | 10.58%              |
| 012月4日－0下一季 22時00分－23時15分                    | 一二     | Jugglers 마녀의 법정                         | 16    | KBS2     | 崔丹尼爾 白珍熙                                                                   | 姜惠貞、李源根、鄭成浩、鄭秀英、金基邦、宋智浩、閔鎮雄、車順裴、朴慶慧、車珠英、鄭惠仁、印喬鎮、金昌完、洪慶、李智荷、崔大哲、鄭俊元、金秀妍                                       | 網頁（页面存档备份，存于） | 下一季              | 下一季              |
| 010月9日－011月28日 22時00分－23時15分                  | 一二     | 20世紀少男少女 20세기 소년소녀               | 32    | MBC      | 韓藝瑟 金知碩                                                                     | 李尚禹、柳賢慶、李尚熙、安世河、吳尚津 | 網頁（页面存档备份，存于） | 3.93%               | 3.11%               |
| 011月27日－0下一季 22時00分－23時15分                   | 一二     | Two Cops 투깝스                              | 32    | MBC      | 曹政奭 惠利                                                                       | 金善浩、林世美、鄭海均、李對淵、吳義植、金英雄、李浩沅、金旻鍾、姜聲振、李施彥、尹鋒吉、朴勳、崔日和、文知茵                                                                       | 網頁（页面存档备份，存于） | 下一季              | 下一季              |
| 0上一季－011月21日 22時00分－23時15分                   | 一二     | 愛情的溫度 사랑의 온도                       | 40    | SBS      | 徐玄振 梁世宗                                                                     | 金材昱、趙寶兒、沈熙燮、車璌河、P.O、李康民、金素英、鄭愛利、鮮于在德、吉恩惠、李美淑、安內相                                                                                      | 網頁（页面存档备份，存于） | 7.23%               | 7.82%               |
| 011月27日－0下一季 22時00分－23時15分                   | 一二     | 疑問的一勝 의문의 일승                       | 40    | SBS      | 尹鈞相 鄭惠成                                                                     | 金希沅、都智錫、姜信浩、崔元英、林玄植、全國煥、金英必、尹宥善、朴成根、吳承勳、張鉉誠、全晟佑                                                                                     | 網頁（页面存档备份，存于） | 下一季              | 下一季              |
| 010月9日－011月28日 21時30分－22時50分                  | 一二     | 今生是第一次 이번 생은 처음이라              | 16    | tvN      | 李民基 庭沼珉                                                                     | 朴秉恩、李絮、金玟錫、金佳恩 | 網頁（页面存档备份，存于） | 3.8%                | 3.5%                |
| 012月4日－0下一季 21時30分－22時50分                    | 一二     | 沒禮貌的英愛小姐16 막돼먹은 영애씨 16        | 16    | tvN      | 金賢淑 李承俊                                                                     | 宋敏亨、金晶荷、鄭多惠、高世元、李奎翰 、鄭智順、尹瑞賢、 李秀敏、羅美蘭、Sazal Mahamud                                                                                            | 網頁（页面存档备份，存于） | 下一季              | 下一季              |
| 012月11日－0下一季 23時00分－24時20分                   | 一二     | 只是相愛的關係 그냥 사랑하는 사이            | 16    | tvN      | 李俊昊 元真兒                                                                     | 李己雨、姜漢娜、金慧峻、尹世雅、金康鉉、朴明申、羅文姬、尹宥善、安內相、韓抒縝、朴喜本、金南珍、金旻奎、南琪愛、太仁鎬、朴珪瑛                                                     | 網頁（页面存档备份，存于） | 下一季              | 下一季              |
| 010月11日－011月30日 22時00分－23時15分                 | 三四     | Mad Dog 매드 독                              | 16    | KBS2     | 劉智泰                                                                            | 禹棹煥、柳和榮、趙在允、金彗星、洪洙賢 | 網頁（页面存档备份，存于） | 6.78%               | 6.62%               |
| 012月6日－0下一季 22時00分－23時15分                    | 三四     | 黑騎士 흑기사                                | 20    | KBS2     | 金來沅 申世景                                                                     | 徐智慧、張美姬、金鉉俊、黃汀旼、申素律、朴成勳、金秉玉、鄭鎮、金瑟鎮 | 網頁                       | 下一季              | 下一季              |
| 0上一季－011月2日 22時00分－23時15分                    | 三四     | 醫療船 병원선                                | 40    | MBC      | 河智苑 姜敏赫 李曙原                                                              | 金泰亦、金光奎、權珉娥、鄭景順、趙雅拉、朴建熙、李漢偉、張瑞源、宋智浩、趙成夏、鄭仁基、南琪愛、鄭元仲、朴俊錦、李敏豪                                                             | 網頁（页面存档备份，存于） | 8.86%               | 9.46%               |
| 012月6日－0下一季 22時00分－23時15分                    | 三四     | 不是機器人啊 로봇이 아니야                   | 32    | MBC      | 俞承豪 蔡秀彬 嚴基俊                                                              | 朴世婉、宋在龍、姜其永、黃勝妍、孫炳昊、李炳俊、李海英、尹敬浩、嚴孝燮、金河均、徐東沅、李敏智、李韓書                                                                             | 網頁（页面存档备份，存于） | 下一季              | 下一季              |
| 0上一季－011月16日 22時00分－23時15分                   | 三四     | 當你沉睡時 당신이 잠든 사이에                | 32    | SBS      | 李鍾碩 裴秀智                                                                     | 丁海寅、李相燁、申載夏、黃英熙、朴真珠、金元海、李基英、裴海善、閔成旭、高聖熙 | 網頁（页面存档备份，存于） | 7.77%               | 8.34%               |
| 011月22日－0下一季 22時00分－23時15分                   | 三四     | 理判事判 이판사판                            | 32    | SBS      | 朴恩斌 延宇振                                                                     | 東夏、羅海嶺、金海淑、李德華、崔政宇、池承炫、金姬貞、許俊碩、鄭侑敏、洪勝范、鄭妍周、李文植、李昌旭、金炳春、禹賢、裴海善、趙載龍、金民尚、李慧殷、許成圭、金鎮燁、吳娜拉、金振瑞 | 網頁（页面存档备份，存于） | 下一季              | 下一季              |
| 010月11日－011月16日 21時30分－22時50分                 | 三四     | 付岩洞復仇者們 부암동 복수자들               | 12    | tvN      | 李枖原 羅美蘭 明世彬                                                              | 李濬榮、鄭愛妍、張勇、崔秉默、金美純、李彩敏、金炯逸、金寶拉、崔圭真、尹珍率、申東佑、鄭石勇、鄭英珠、申東美、金思權、成炳淑、蘇熙靜                                               | 網頁（页面存档备份，存于） | 5.18%               | 5.16%               |
| 011月22日－0下一季 21時10分－22時50分                   | 三四     | 機智牢房生活 슬기로운 감빵생활               | 16    | tvN      | 朴海秀                                                                            | 鄭敬淏、鄭秀晶、成東鎰、金聖喆、鄭載成、鄭雄仁、崔畝誠、朴浩山、姜昇潤、鄭民成、李奎炯丁海寅、林華映、金景南                                                                       | 網頁（页面存档备份，存于） | 下一季              | 下一季              |
| 0上一季－012月1日 21時50分－23時00分                    | 五       | 時尚媽咪 보그맘                              | 12    | MBC      | 梁東根 朴韓星                                                                     | IVY、崔汝珍、黃寶羅、鄭伊朗、崔正元、權玄彬、鄭智勳 | 網頁（页面存档备份，存于） | 3.93%               | 3.60%               |
| 0上一季－010月7日 23時00分－00時20分                    | 五六     | 青春時代2 청춘시대 2                         | 14    | JTBC     | 韓藝璃、韓昇延、朴恩玭、智友、崔雅拉                                              | 韓藝璃、韓昇延、朴恩玭、智友、崔雅拉 | 網頁（页面存档备份，存于） | 3.12%               | 2.83%               |
| 010月13日－011月18日 23時00分－00時20分                 | 五六     | The Package 청춘시대 2                       | 12    | JTBC     | 鄭容和 李沇熹                                                                     | 鄭奎洙、李知炫、崔宇植、河詩恩、柳承秀、朴宥娜、尹博 | 網頁（页面存档备份，存于） | 1.78%               | 1.83%               |
| 011月24日－0下一季 23時00分－00時20分                   | 五六     | Untouchable 언터처블                         | 16    | JTBC     | 晉久 金成均                                                                       | 高準熹、鄭恩地 | 網頁（页面存档备份，存于） | 下一季              | 下一季              |
| 010月13日－011月18日 23時00分－00時10分                 | 五六     | Go Back夫婦 고백부부                         | 12    | KBS2     | 張娜拉 孫浩俊                                                                     | 許正民、韓寶凜、張基龍、高甫潔、李伊庚、曹惠晶 | 網頁（页面存档备份，存于） | 5.98%               | 5.78%               |
| 0上一季－0下一季 19時55分－21時15分                     | 六日     | 我的黃金光輝人生 황금빛 내 인생              | 52    | KBS2     | 申惠善 朴施厚                                                                     | 李泰煥、徐恩秀、千虎珍、金惠鈺、李太成、申譞洙、全盧民、羅映姬、金炳基、全秀卿 | 網頁                       | 下一季              | 下一季              |
| 0上一季－0下一季 20時45分－21時55分 ↓20時45分－23時15分 | 六日 ↓日 | 擺飯桌的男人 밥상 차리는 남자                | 50    | MBC      | 秀英 溫朱莞                                                                       | 金甲洙、金美淑、朴鎮宇、徐孝琳、李一花、沈亨倬、金守美、李在龍 | 網頁（页面存档备份，存于） | 下一季              | 下一季              |
| 0上一季－010月14日 20時45分－23時05分                   | 六       | 姐姐風采依舊 언니는 살아있다                 | 68    | SBS      | 張瑞希 吳允兒 金珠賢                                                              | 李知勳、多順、朴廣賢、宋鍾鎬、李在真、趙潤宇、安內相、孫暢敏、李正吉、陳智熙、孫汝恩、黃英熙                                                                                       | 網頁（页面存档备份，存于） | 13.35%              | 13.98%              |
| 010月21日－0下一季 20時55分－23時15分                   | 六       | Bravo My Life 브라보 마이 라이프             | 56    | SBS      | 都知嫄、朴尚民、延政勳、鄭柔美、顯祐、姜志燮                                      | 都知嫄、朴尚民、延政勳、鄭柔美、顯祐、姜志燮 | 網頁（页面存档备份，存于） | 下一季              | 下一季              |
| 0上一季－010月1日 21時00分－22時10分                    | 六日     | 名不虛傳 명불허전                            | 16    | tvN      | 金南佶 金亞中                                                                     | 劉旻奎、文佳煐 | 網頁                       | 4.52%               | 5.40%               |
| 010月14日－012月3日 21時00分－22時10分                  | 六日     | 卞赫的愛情 변혁의 사랑                       | 16    | tvN      | 崔始源 姜素拉 孔明                                                                | 李載允、崔宰誠、甄美里、鄭燦菲、徐伊安、金叡園、全裴修、黃英熙、崔圭桓、李漢偉 | 網頁（页面存档备份，存于） | 2.47%               | 2.91%               |
| 012月9日－012月17日 21時00分－22時10分                  | 六日     | 世上最美麗的離別 세상에서 가장 아름다운 이별 | 4     | tvN      | 元美京                                                                            | 劉東根、金英玉、崔智友、崔珉豪、劉在明、廉惠蘭、李熙俊、金太祐、孟床訓、吉海妍、孫娜恩                                                                                             | 網頁（页面存档备份，存于） | 4.15%               | 4.17%               |
| 012月23日－0下一季 21時00分－22時10分                   | 六日     | 花遊記 화유기                                | 20    | tvN      | 李昇基 車勝元 吳漣序                                                              | 李洪基、張光、李世榮、成赫、李伊、金盛吳、尹寶拉 | 網頁                       | 下一季              | 下一季              |
| 0上一季－011月5日 22時00分－23時15分                    | 六日     | 小偷傢伙，小偷大人 도둑놈, 도둑님            | 50    | MBC      | 徐玄 智鉉寓                                                                       | 金智勳、林珠銀、安吉強、鄭景順、金正泰、崔鐘煥、崔秀琳、張光、韓載錫、韓政秀、李珠實、李姃垠、Shorry J、趙德賢、崔宏一、張泰民                                                     | 網頁（页面存档备份，存于） | 9.77%               | 10.44%              |
| 011月11日－0下一季 20時45分－23時15分                   | 六       | 金錢之花 돈꽃                                | 24    | MBC      | 張赫 朴世榮                                                                       | 張勝祖、李美淑、李順載、韓韶禧 | 網頁（页面存档备份，存于） | 下一季              | 下一季              |
| 010月14日－012月10日 22時20分－23時50分                 | 六日     | Black 블랙                                   | 18    | OCN      | 宋承憲 高雅羅                                                                     | 李伊、金桐俊、金太祐、趙在允、金元海、鄭石勇、李哲民、金宰英、朴斗植 | 網頁（页面存档备份，存于） | 2.73%               | 3.32%               |
| 012月16日－0下一季 22時20分－23時50分                   | 六日     | 나쁜 녀석들 : 악의 도시                      | 16    | OCN      | 重勳、朱鎮模、梁益準、金武烈、金志洙                                              | 重勳、朱鎮模、梁益準、金武烈、金志洙 | 網頁（页面存档备份，存于） | 下一季              | 下一季              |

## 相關項目
- 韓國電視劇列表
- 中國大陸電視劇列表 (2017年)
- 台灣劇集列表 (2017年)
- 日本劇集列表 (2017年)
- 無綫電視外購韓國劇集列表 (2017年)
- Now寬頻電視／香港電視娛樂外購韓國劇集列表
- 韓劇台電視劇集列表 (2017年)
- 台灣播出之韓劇列表 (2017年)